# 岐阜県道413号東野中津川線
岐阜県道413号東野中津川線（ぎふけんどう413ごう ひがしのなかつがわせん）は、岐阜県恵那市を起点とし中津川市に至る一般県道である。

## 概要

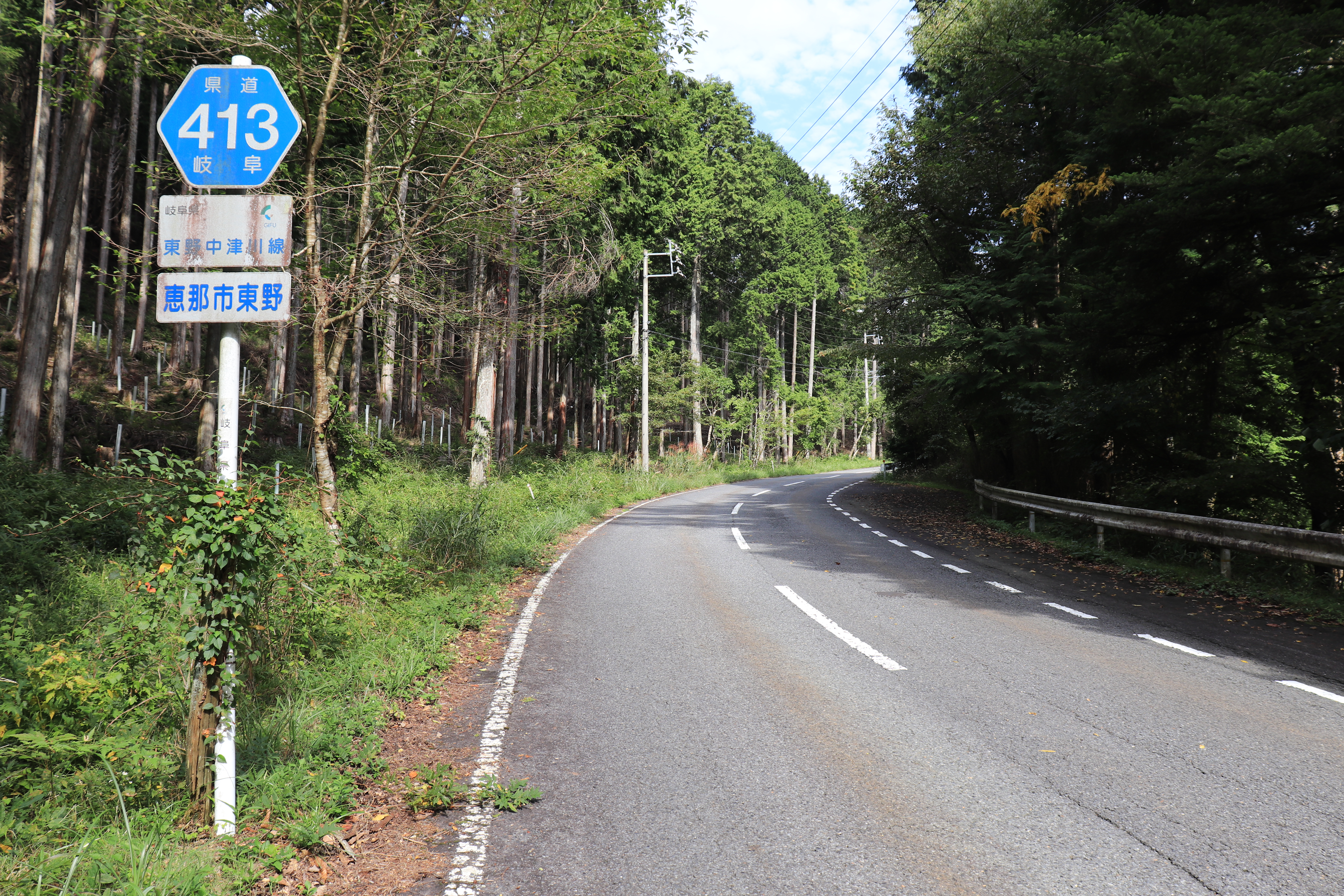
保古山の南山腹を通る岐阜県道413号東野中津川線、岐阜県恵那市東野にて

恵那・中津川両市の山間を縫うように走る道路であり、標高差600m程度の山登り・下りがある完全な「峠道」である。
恵那市側については全区間片側1車線以上が確保されているが、中津川市側の半分以上は普通車同士のすれ違いが困難な狭隘路。また、中津川市側の狭路部は道路周囲を含め整備状況が悪く、落石・倒木・路肩崩落が頻繁に発生している。また、12月 - 3月は降雪や災害復旧工事などで毎年のように恵那市方面への通り抜けが不能となるため、近隣の国道19号または国道363号への迂回を余儀なくされる。
交通量は全体的に見れば少ない。恵那市側に関しては、恵那・中津川市境に跨る位置に「根の上高原（根ノ上高原）」と呼ばれる行楽地（高原）があり、春から秋にかけての休日は割と交通量がある。中津川市側は、終点の2kmほど手前にある中京学院大学附近までは民家も多く交通量はやや多めであるが、それより手前になると市道を含め接続道路が2本（恵那市岩村町方面より中津川市街地へ向かう国道363号と、根の上高原より中津川市坂本地区へ抜ける林道）しかない上、県道沿いの民家もほぼ皆無なため通年交通量はまばら。

### 路線データ
- 実延長：15,869.1m
- 起点：岐阜県恵那市東野（岐阜県道407号阿木大井線交点）
- 終点：岐阜県中津川市手賀野（国道19号交点）

## 地理

### 通過する自治体
- 岐阜県
  - 恵那市
  - 中津川市

### 主な接続路線
- 国道19号（中津川市、手賀野交差点）

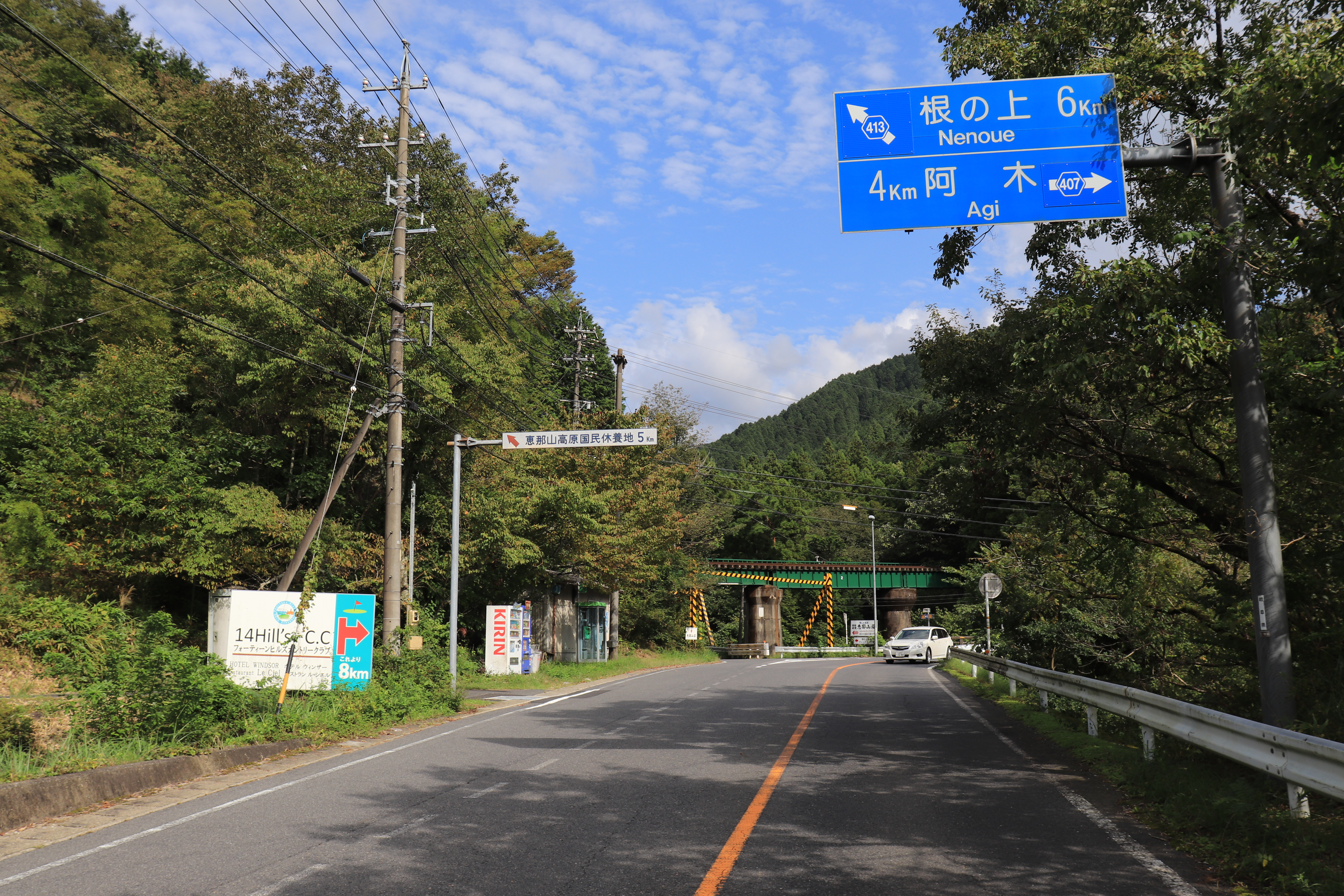
起点となる岐阜県道407号阿木大井線との交差点、岐阜県恵那市東野にて

- 国道363号（約1kmほど中津川市道を経由）
- 岐阜県道407号阿木大井線

## 周辺
- 保古の湖
- 根の上高原
- 中京学院大学